# Kommando Streitkräfte
Das Kommando Streitkräfte ist ein dem Bundesministerium für Landesverteidigung unterstehendes Kommando des Österreichischen Bundesheers. Es hat zwei Standorte, Graz und Salzburg, und führt die Landstreitkräfte, die Luftstreitkräfte und die internationalen Einsätze.

## Geschichte
Mit der Heeresgliederung 2019 wurde das Kommando Streitkräfte am 1. April 2019 aus dem Kommando Landstreitkräfte aufgestellt. Damit wurden die vormaligen getrennten Kommanden der Luft- und der Landstreitkräfte zusammengefasst, wodurch ein optimales Zusammenwirken für Einsätze im In- und Ausland erreicht werden soll.
Bis April 2022 soll eine erneute Umstrukturierung sowohl des Kommando Streitkräfte, als auch des Kommando Streitkräftebasis erfolgen.

## Das Kommando
Das Kommando Streitkräfte ist ein Kommando der operativen Führung und führt Landstreitkräfte, Luftstreitkräfte und nimmt die nationale Führung im Ausland wahr. Die Gliederung des Kommandos orientiert sich im Sinne der Interoperabilität nach international üblichen Normen. Es befindet sich an den Standorten Graz und Salzburg.
Dem Kommando unterstehen alle Brigaden, die neun Militärkommanden und die Luftstreitkräfte des Bundesheeres und damit 24 Brigaden, Bataillone und Dienststellen.

## Der Stab

### Abteilung J1: Personalwesen
Die Abteilung Personalwesen plant und koordiniert alle Aufgabenbereiche „rund um den Menschen“. Das sind die Steuerung der Personalentwicklung, die Personalführung und Besoldung, aber auch die Personalbetreuung. Die Abteilung koordiniert die Truppen- und Familienbetreuung, die psychologische Betreuung der Bediensteten in den Streitkräften, sowie bei Bedarf die psychologische Betreuung der Angehörigen der im Auslandseinsatz befindlichen Soldaten unter Einbindung der Militärseelsorge.

#### Referat Truppen- und Familienbetreuung
Für die Führung der Personalbetreuung der Streitkräfte ist das Referat Truppen- und Familienbetreuung zuständig. Es koordiniert folgende Bereiche:
- die soziale Betreuung
- die Truppenbetreuung

Die Truppenbetreuung im Inland umfasst den Betrieb von Freizeiteinrichtungen, Serviceleistungen für Präsenzdiener und Kadersoldaten. Eigens eingerichtete Freizeitbörsen bieten verschiedenste Produkte an: Videotheken, Büchereien, Internetcafés, Fahrräder, verbilligte Eintrittskarten sind nur einige Beispiele der Produktpalette.
Die Truppenbetreuung bei internationalen Einsätzen stellt ebenfalls die notwendigen Freizeiteinrichtungen bereit und wird durch Künstlerauftritte und Ausflugmöglichkeiten ergänzt:
- die Familienbetreuung
- die Militärseelsorge
- die psychologische Betreuung
- Rechtsberatung
- Berufsberatung für jene, die in das zivile Berufsleben zurückkehren.

#### Freizeitbörsen im Österreichischen Bundesheer
Im Jahr 1992 wurde der Aufbau von Freizeitbörsen begonnen, um den in der Garnison anwesenden Soldaten in der dienstfreien Zeit eine sinnvolle Beschäftigung zu ermöglichen. Zurzeit gibt es Freizeitbörsen in den Garnisonen Allentsteig, Wr. Neustadt, Mautern, Salzburg (Schwarzenberg-Kaserne), Hörsching, Klagenfurt und Innsbruck. In Graz ist eine Videothek eingerichtet.
Das Freizeitangebot umfasst:
- die kostenlose Leihe von Spielen, Sprachkassetten, Mountainbikes, Inlineskaters
- im Kulturbereich sowohl den Besuch von Veranstaltungen als auch die Produktion von Eigenveranstaltungen
- die Organisation von Sprach-, EDV- oder sonstigen Bildungskursen
- die Organisation und Teilnahme an Sportveranstaltungen
- die Leihe von Büchern aus der Bücherei

Die Freizeitbörsen sind für alle Soldaten gedacht, die ihre Freizeit in den Kasernen verbringen. Unter Anleitung von jungen Unteroffizieren, sogenannten Freizeitanimatoren, kann das Angebot von den Interessenten kostenlos genützt werden.
Darüber hinaus verstehen sich die Freizeitbörsen als Vermittler für Konzertbesuche aller Art sowie Besuche von Fußballspielen und sonstigen Sportereignissen. Der Truppenübungsplatz Allentsteig vermittelt überdies auch seelische Betreuung in Fällen, wo dies notwendig wird.
Durch die Einrichtung der Freizeitbörsen wurde erreicht, dass die Grundwehrdiener zum Teil vom Heimfahren mit dem Auto absehen und sich aus dem Angebot eine sinnvolle Freizeitbeschäftigung aussuchen.

### Abteilung J2: Militärische Sicherheit
Diese Abteilung stellt die notwendigen Informationen über das strategische Umfeld Österreichs bereit. Es werden laufend Informationen über militärische, ökonomische und soziologische Prozesse gesammelt. Diese Abteilung ist außerdem zuständig für alle Belange der militärischen Sicherheit sowie die fachdienstliche Führung der Militärstreife bzw. Militärpolizei. Die Informationen sind wesentliche Planungsgrundlage für die Streitkräfte und dienen dem Schutz der eigenen Kräfte im In- und Ausland.

### Abteilung J3: Operative Einsatzführung
Die Abteilung ist für die unmittelbare Einsatzvorbereitung, Führung und Nachbereitung der nationalen und internationalen Einsätze der Streitkräfte verantwortlich. Sie erstellt die notwendigen Befehle für die laufenden Einsätze, gewährleistet die durchgehende militärische Einsatzführung durch die Operationsleitzentrale und hält das operative Lagebild evident. Hier wird das Grundlagenmaterial für Auslandseinsätze, internationale Kooperationen und Expertengespräche laufend aktualisiert.

### Abteilung J4: Logistik
Die Abteilung stellt die Planung und Koordination aller logistischen Maßnahmen der Streitkräfte für Übungen und Einsätze im nationalen und internationalen Rahmen sicher. Ziel ist die ständige Bereitstellung von Gütern und Dienstleistungen für die Auftragserfüllung. Dies umfasst alle Bereiche der Versorgung, der Materialerhaltung und des Transportwesens in den drei Dimensionen Land-, Luft- und Seetransport unter Nutzung von militärischen und zivilen Ressourcen.

### Abteilung J5: Planung
Die Planungsabteilung erstellt die mittel- und langfristigen Planungen für die Streitkräfte. Das Aufgabengebiet umfasst Eventualfallplanungen für das In- und Ausland, Jahresplanungen, Richtlinien für und Anlage von Übungen, Richtlinien für die Einsatzvorbereitung einschließlich der erforderlichen Organisationspläne, Anlage von Übungen im Ausland, Planungen für konkrete Einsätze im Ausland und im Rahmen von internationalen Kooperationen. In dieser Abteilung werden auch die Raumplanung vorgenommen sowie Sondervorhaben und Erprobungen gesteuert.

### Abteilung J6: IT- und Kommunikationsmanagement
Kernaufgabe der Abteilung ist die Sicherstellung der  Führungsunterstützung für die Streitkräfte bei der Auftragserfüllung im In- und Ausland. Dies wird durch die Planung und ständige Aktualisierung der IT- und Fernmeldeinfrastrukturen gewährleistet. Informationsabläufe werden im Kommunikationsverbund der Dienststellen durch Datenübertragungssysteme gewährleistet. Dazu werden sowohl ortsfeste als auch verlegbare Systemkomponenten eingesetzt. Die IT-Sicherheit wird permanent durch technische Maßnahmen und das Fachpersonal überprüft.

### Abteilung J7: Ausbildung
Die Abteilung plant und koordiniert die Ausbildungs- und Übungsvorhaben der Streitkräfte im nationalen und internationalen Rahmen. Dazu gehören auch die Aus-, Fort- und Weiterbildung von Fachpersonal anderer Führungsgrundgebiete an in- und ausländischen Ausbildungsstätten und die Koordination der Nutzung der Übungsplätze. Die Planungen werden in der Zusammenschau der Vorhaben und Ressourcen aktuell im Ausbildungskalender abgebildet. Außerdem wirkt die Abteilung bei der Erstellung von Ausbildungsrichtlinien eng mit der Zentralstelle zusammen.

### Abteilung J8: Budget und Finanzmanagement
Die Abteilung plant, steuert und überwacht den Einsatz der Budgetmittel für die Streitkräfte. Dazu gehören die Finanz- und Ressourcenplanung, die Planung des konkreten Budgetbedarfes, die Sicherstellung der Geldversorgung im In- und Ausland, die Kosten- und Leistungsrechnung sowie alle Maßnahmen zur Überwachung der Einhaltung der haushaltsrechtlichen Bestimmungen und des Budgetcontrollings. Weiters ist der Bereich des Vertragswesens der Abteilung zugeordnet.

### Abteilung J Med: Sanitätsdienst
Der Abteilung obliegt die Planung und Kontrolle aller Maßnahmen des Sanitätsdienstes der Streitkräfte im Friedensbetrieb und bei Einsätzen im In- und Ausland. Dazu gehören auch die missionsspezifische Sanitätslogistik bei laufenden Einsätzen und der Patiententransport aus dem Einsatzraum nach Österreich (MEDEVAC).

### Abteilung Informationsoperationen
Die Aufgabe der Abteilung ist die Planung und Steuerung der Vermittlung von sicherheitspolitischen Kernbotschaften über aktuellen Zweck und Auftrag der Streitkräfte im nationalen und internationalen Einsatzspektrum. Das Aufgabengebiet umfasst die Nutzung aller modernen Mittel zur Kommunikation, aber auch Werkzeuge der Analyse.

### Abteilung Einsatzführung Luft
Die Abteilung stellt die operative Einsatzplanung und Einsatzführung der Luftstreitkräfte sicher. Dazu gehören auch die Sicherstellung des Betriebs der Einsatzzentrale Luft (Air Operation Centre), die permanente Luftraumüberwachung und -bewirtschaftung, die taktische Führung von militärischen Flügen, der Einsatz der Fliegerabwehrkräfte, die Erteilung von Landegenehmigungen und die Maßnahmen der Flugunfallverhütung.

### Abteilung Planung und Ausbildung Luft
Die Abteilung plant und koordiniert die Ausbildung der Luftstreitkräfte. Zu den Aufgaben gehören weiters die Planung des Einsatzes der Luftmittel im Gesamtrahmen der Streitkräfte und die Einsatzvorbereitung.

## Die derzeitige Dienstpostenbesetzung
Kommandoführung:
- Generalleutnant Franz Reißner[1], Kommandant
- Generalmajor Wolfgang Wagner, Stellvertretender Kommandant und Luft-Chef
- Vizeleutnant Othmar Wohlkönig, Kommandounteroffizier

Stabs- und Teilstabsführung:
- Generalmajor Gerhard Christiner, Chef des Stabes

Abteilungsleiter:
- Brigadier Reinhard Lirk, J1
- Oberst dG Alois Frühwirth, J2
- Brigadier Günter Ruderstaller, J3
- Brigadier Christian Platzer, J4
- Brigadier Gerhard Christiner, J5
- Brigadier Arnold Staudacher, J6[3]
- Brigadier Karl Pernitsch, J7
- Brigadier Tassilo Pawlowski, J8
- Brigadier Johann Windhaber, J9
- Brigadier Anton Waldner, Contr&Insp
- Oberstarzt Viktor Klein, JMed
- Oberst dG Peter Hofer, Spezialeinsätze
- Oberst dG Gerfried Promberger, J3(Lu)
- Oberst dG Arnold Staudacher, J5(Lu)&J7(Lu)
- Oberst Gerd Schrimpf, JInfoOps